# هداية المتعلمين في الطب
هداية المتعلمين في الطب هي دليل طبي مكتوب باللغة الفارسية. المؤلف هو أبو بكر ربيع بن أحمد الأخويني بخاري (983   ميلادي).

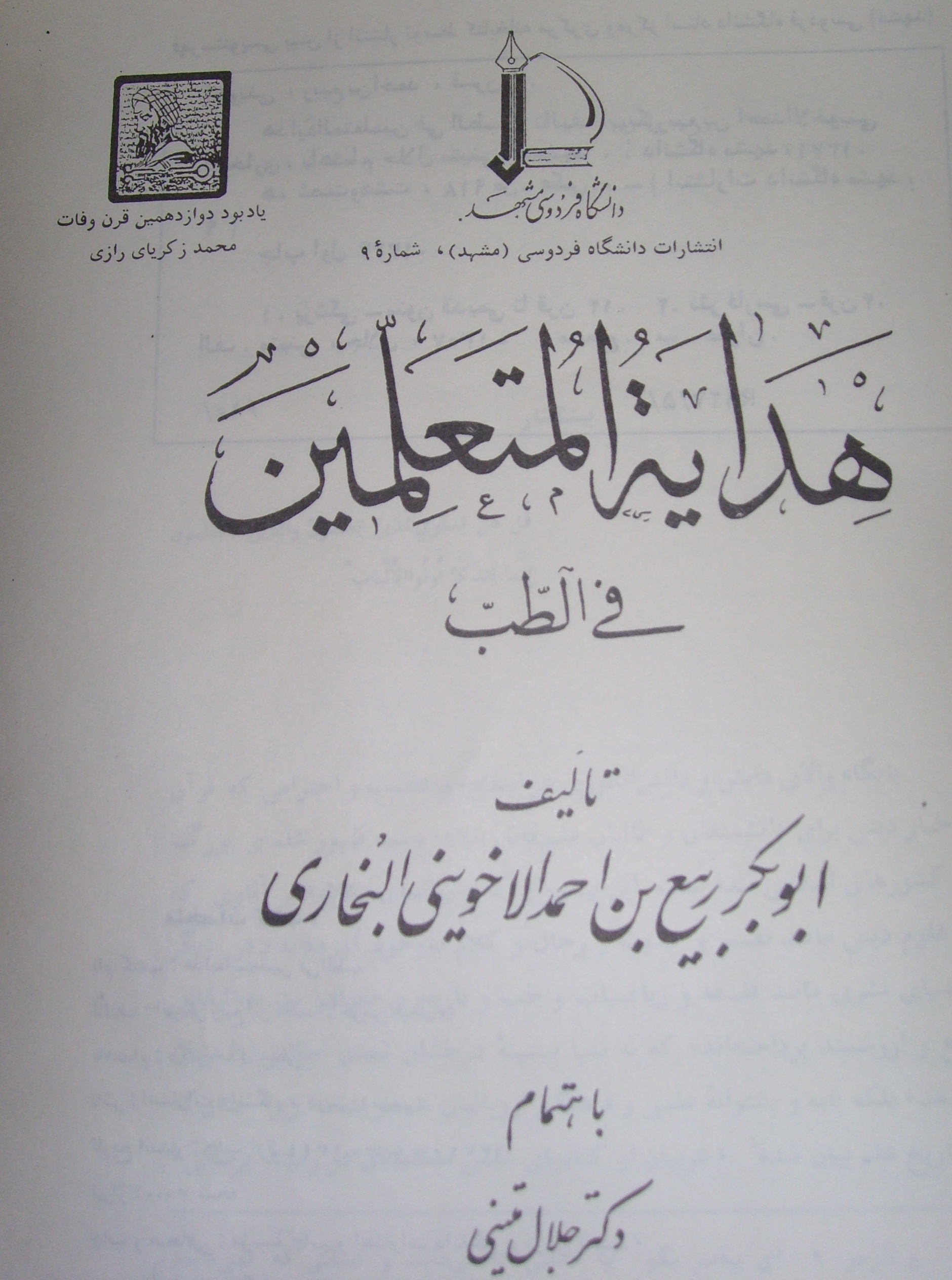
هداية المتعلمين في الطب. الصفحة الأولى من كتاب هداية المتعلمين في الطب

كانت واحدة من أوائل الكتب الطبية الإسلامية الإيرانية. يحتوي الكتاب على مقالات حول العناصر، المزاجات ، الفكاهة ، النظافة ، علم التشريح ، علم وظائف الأعضاء ، علم الأمراض ، علامات وأعراض الأمراض وعلاج العديد من الأمراض.  
كان أخواني بخاري أول طبيب في إيران والشرق الأدنى يقدم تصنيفًا عمليًا للاضطرابات النفسية . وصف الأخويني من العلامات السريرية وأعراض المرضى الذين يعانون من الحزن هو جذاب في تاريخ علم النفس . 
تحتوي العديد من المكتبات والمعاهد الثقافية على نسخ من الكتاب، بما في ذلك مكتبة بودليان في إنجلترا ، والمكتبة في فاتح ، إسطنبول ، ومكتبة ومتحف مالك الوطني في طهران .

## عرض على الكآبة
يشتهر أخوين بمعالجته لمرضى الاضطرابات العقلية  ويصف عددًا من هذه الاضطرابات، مثل الهوس والخرف واضطراب التحويل والميلانشوليا في كتابه.   يصف الأخويني السوداوية بأنه مرض مزمن ويربطه بالمخ ، وهو أحد الجوانب الرئيسية لوجهة نظره حول الميلانشوليا.  ويصف المظاهر السريرية الأولية للسوداوية بأنها «المعاناة من الخوف غير المبرر، وعدم القدرة على الإجابة على الأسئلة أو تقديم إجابات خاطئة، الضحك الذاتي والبكاء الذاتي والتحدث بلا معنى، ولكن بدون حمى»
هو يصنف كذلك مرضى السوداويه إلى ثلاثة أنواع:
- المجموعة الأولى عانت من فقدان الوزن بشكل كبير في منطقة الرأس والعنق
- المجموعة الثانية عانت من فقدان الوزن النظامي كبير و
- المجموعة الثالثة اكتسبت بالفعل زيادة كبيرة في الشهية [1] [7]

ثم وصف الأعراض المختلفة والعلاجات المختلفة في كل مجموعة. 
لعلاج هذا المرض، نصح بعلاجاته الخاصة بالإضافة إلى علاجات أسلافه. وتألفت هذه العلاجات أساسا من الأعشاب الطبية والدهون الطبيعية.   

## روابط خارجية
- "Differentiation between seizure and hysteria in a tenth-century persian text: Hidāyat of al-Akhawayni (d. 983 AD)". J Hist Neurosci. ج. 23: 395–402. 2014. DOI:10.1080/0964704X.2014.887896. PMID:25153366.